# Торсьё
Торсьё (фр. Torcieu) — коммуна во Франции, находится в регионе Рона — Альпы. Департамент — Эн. Входит в состав кантона Сен-Рамбер-ан-Бюже. Округ коммуны — Белле.
Код INSEE коммуны — 01421.

## География
Коммуна расположена приблизительно в 400 км к юго-востоку от Парижа, в 50 км северо-восточнее Лиона, в 35 км к югу от Бурк-ан-Бреса.
По территории коммуны протекает река Альбарен. Большая часть территории коммуны покрыта лесами.

## Климат
Климат полуконтинентальный с холодной зимой и тёплым летом. Дожди бывают нечасто, в основном летом.

## Население
Население коммуны на 2010 год составляло 698 человек.
| 1962 | 1968 | 1975 | 1982 | 1990 | 1999 | 2010 |
| ---- | ---- | ---- | ---- | ---- | ---- | ---- |
| 448  | 429  | 460  | 543  | 569  | 643  | 698  |

## Администрация
| Период | Период | Фамилия          | Партия | Примечания |
| ------ | ------ | ---------------- | ------ | ---------- |
| 1989   | 2001   | Жан-Клод Мегре   |        |            |
| 2001   | 2002   | Рене Патруйя     |        |            |
| 2002   | 2006   | Жанен Сонри      |        |            |
| 2006   | 2020   | Франсуаза Жироде |        |            |

## Экономика
В 2010 году среди 473 человек трудоспособного возраста (15—64 лет) 349 были экономически активными, 124 — неактивными (показатель активности — 73,8 %, в 1999 году было 72,6 %). Из 349 активных жителей работали 337 человек (181 мужчина и 156 женщин), безработных было 12 (5 мужчин и 7 женщин). Среди 124 неактивных 31 человек были учениками или студентами, 58 — пенсионерами, 35 были неактивными по другим причинам.

## Фотогалерея

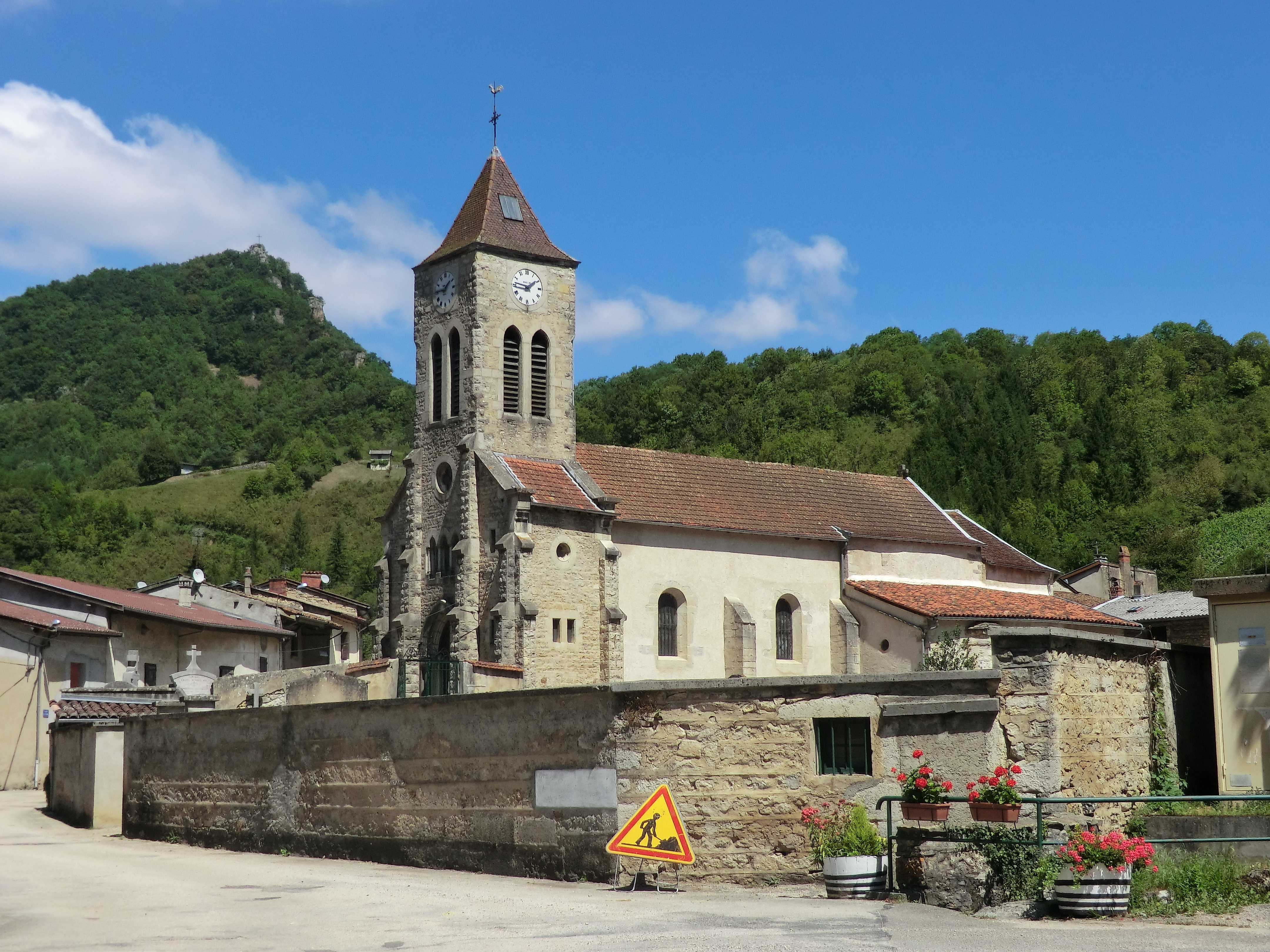
Церковь
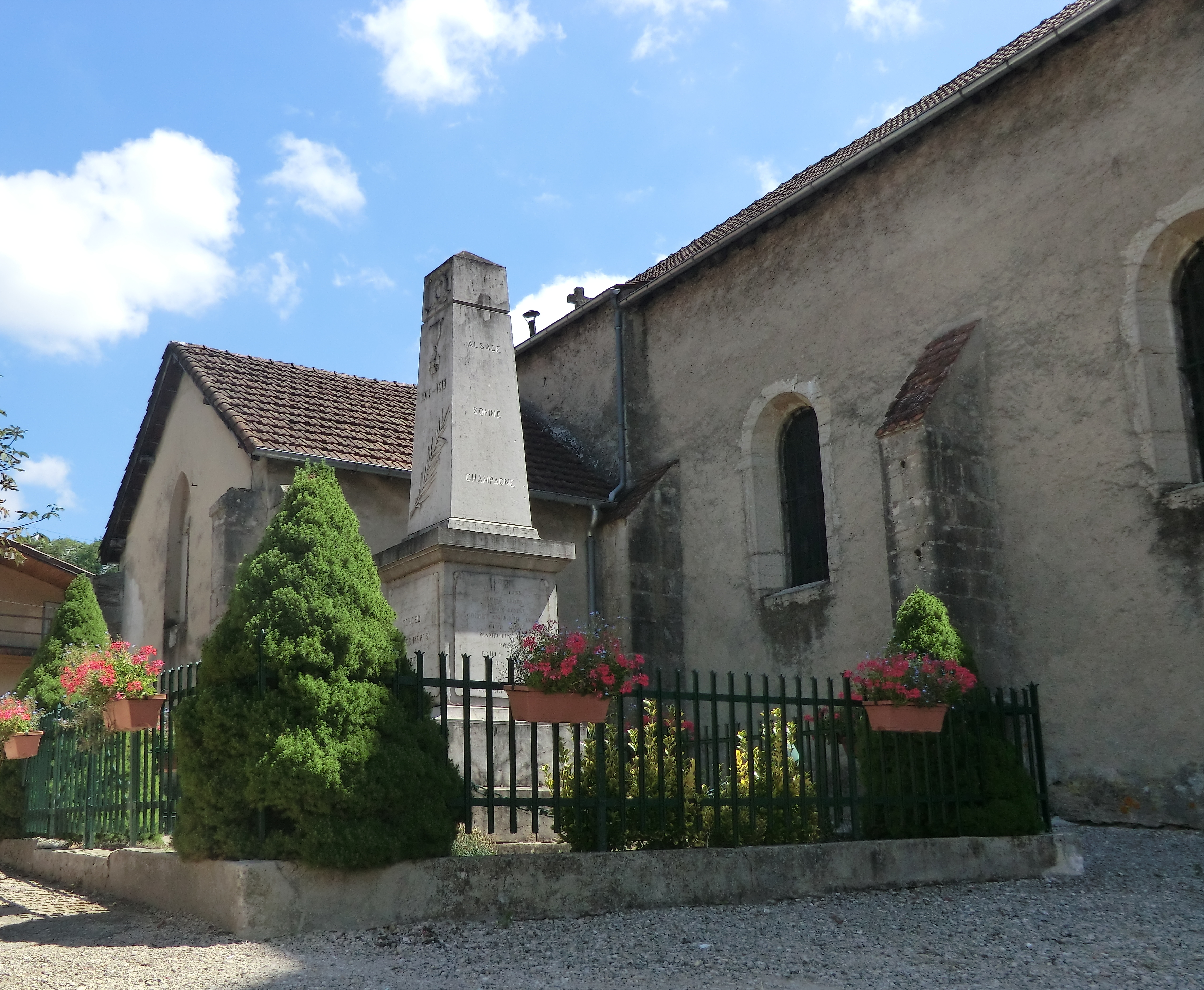
Военный мемориал
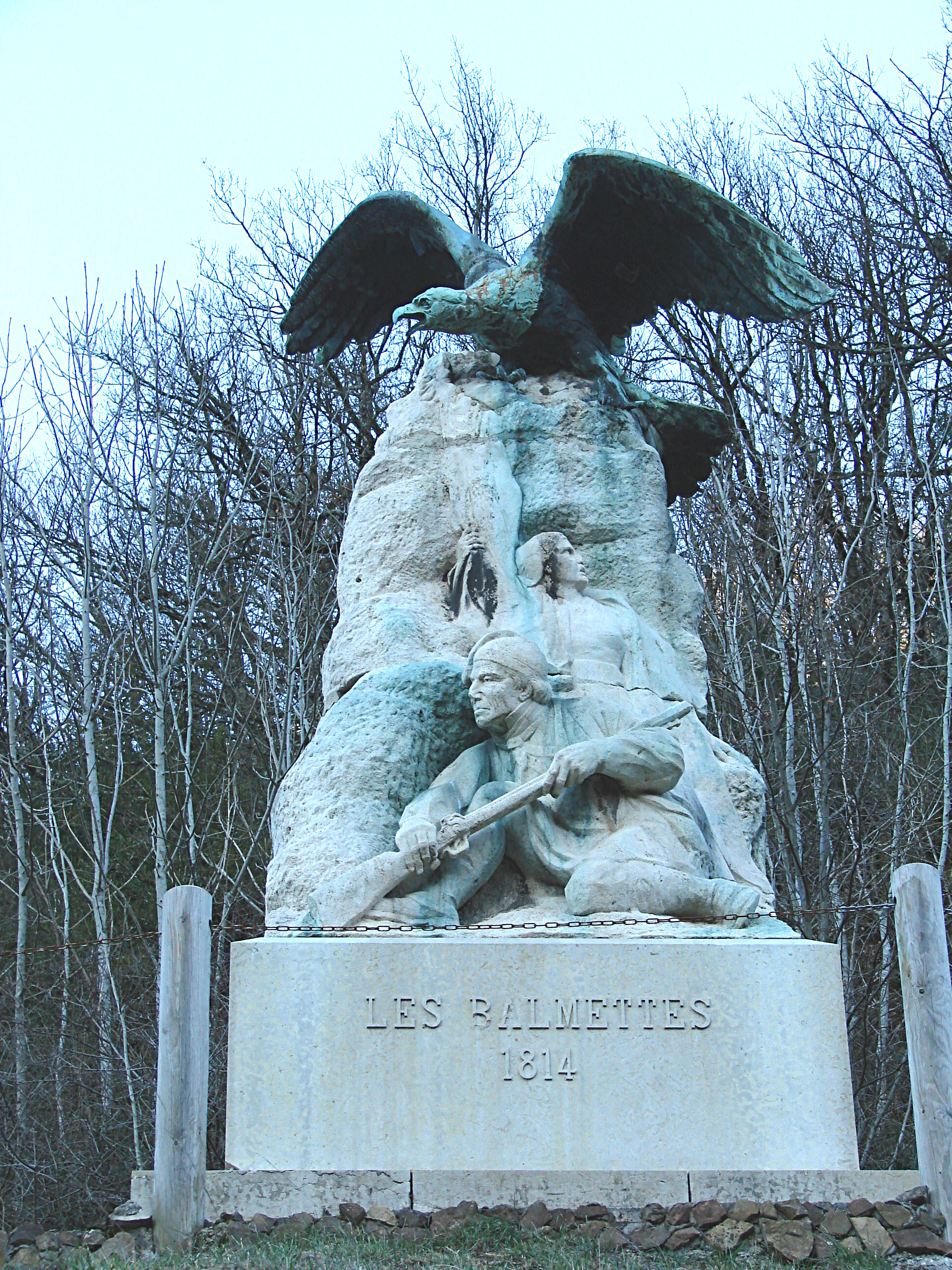
«Орёл Бальмета», мемориал в память о битве при Бальмете (март 1814 года)
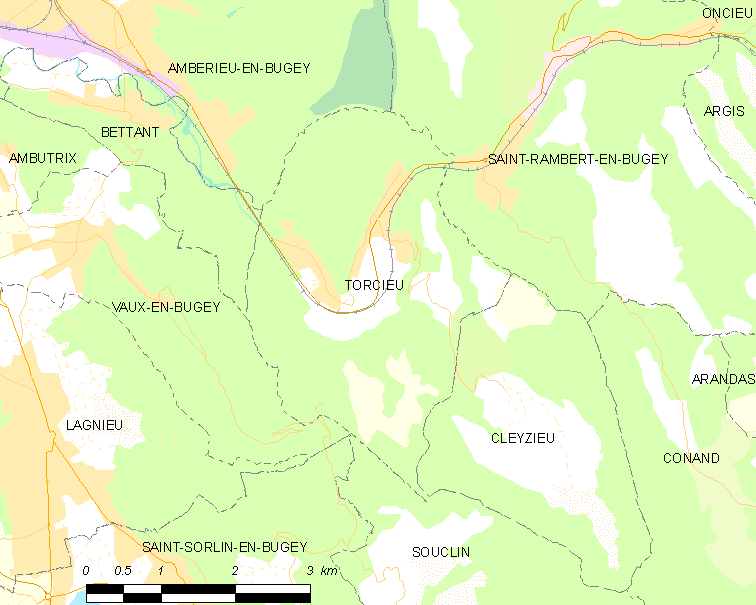
Карта коммуны